# Проще пареной репы
Проще пареной репы — исконно русский фразеологизм, обозначающий крайнюю несложность чего-либо, лёгкую работу.
Распространённость репы до появления в России картофеля привела к её популярности во фразеологизмах (наряду с редькой и хреном). Приготовление репы на пару придавало ей сладкий вкус, было крайне простым и не требовало дополнительных материалов (последнее породило также выражение дешевле пареной репы, популярное в XIX веке). Процесс приготовления по сути был томлением: очищенная и иногда нарезанная на дольки репа помещалась в закрытый (или опрокинутый) горшок, который ставился в русскую печь; для регулирования влажности добавлялась вода (для перевёрнутого горшка солома). В процессе длительного (всю ночь) томления проходила карамелизация сахаров, образуя сладкий вкус и кофейный цвет.